# Nanwei
Nanwei (kinesiska: 南卫, 南卫乡) är en socken i Kina. Den ligger i provinsen Shanxi, i den norra delen av landet, omkring 390 kilometer sydväst om provinshuvudstaden Taiyuan. Antalet invånare är 30 615. Befolkningen består av 15 234 kvinnor och 15 381 män. Barn under 15 år utgör 15,0 %, vuxna 15-64 år 74 %, och äldre över 65 år 10,0 %.
Genomsnittlig årsnederbörd är 679 millimeter. Den regnigaste månaden är juli, med i genomsnitt 160 mm nederbörd, och den torraste är december, med 2 mm nederbörd.